# Горбаха (Ивановский район)
Горбаха (бел. Гарба́ха) — агрогородок в Ивановском районе Брестской области Белоруссии. Административный центр Горбахского сельсовета.

## География
Расположен в 16 км напрямую на юго-запад от Иваново, в 137 км от Бреста, 8 км от железнодорожного остановочного пункта Снитово.

## История
В 2011 году деревня Горбаха преобразована в агрогородок.
В 2024 году за высокие показатели, достигнутые в ходе проведения в 2023 году республиканского смотра санитарного состояния и благоустройства населённых пунктов Республики Беларусь, аг. Горбаха признан одним из победителей, награждён переходящим вымпелом.

## Население

### Численность
- 2009 год — 516 жителей

### Динамика
- 1996 год — 548 жителей, 279 дворов
- 1999 год — 584 жителя (перепись населения)
- 2009 год — 516 жителей (перепись населения)[5]

## Достопримечательность
- Памятник Воинской Славы землякам[6]

## Известные лица
- Керезь Степан Степанович (1963—1983) — советский воин-интернационалист.